# Eoophyla excentrica
Eoophyla excentrica is een vlinder uit de familie van de grasmotten (Crambidae), uit de onderfamilie van de Acentropinae. De wetenschappelijke naam van deze soort is voor het eerst gepubliceerd in 1999 door Mey & Speidel.
De soort komt voor in Ethiopië, Oeganda, Kenia, Tanzania, Saoedi-Arabië en Jemen.